# Yachiyo (Chiba)
Yachiyo (八千代市 Yachiyo-shi?) es una ciudad localizada en Chiba, Japón.
Desde septiembre del 2006, la ciudad tiene una población estimada de 185.736 y su densidad es de 3.622,7 personas por km². Su área total es de 51,27 km².
La ciudad tiene varias líneas de tren, incluidas Keisei Yachiyodai en la Línea central Keisei desde el Aeropuerto Internacional de Narita hasta las estaciones de Ueno, Yachiyo Chūō y Yachiyo Midorigaoka.
Es ciudad hermana de Tyler, Texas, EE. UU..
La ciudad fue fundada el 1 de enero de 1967.

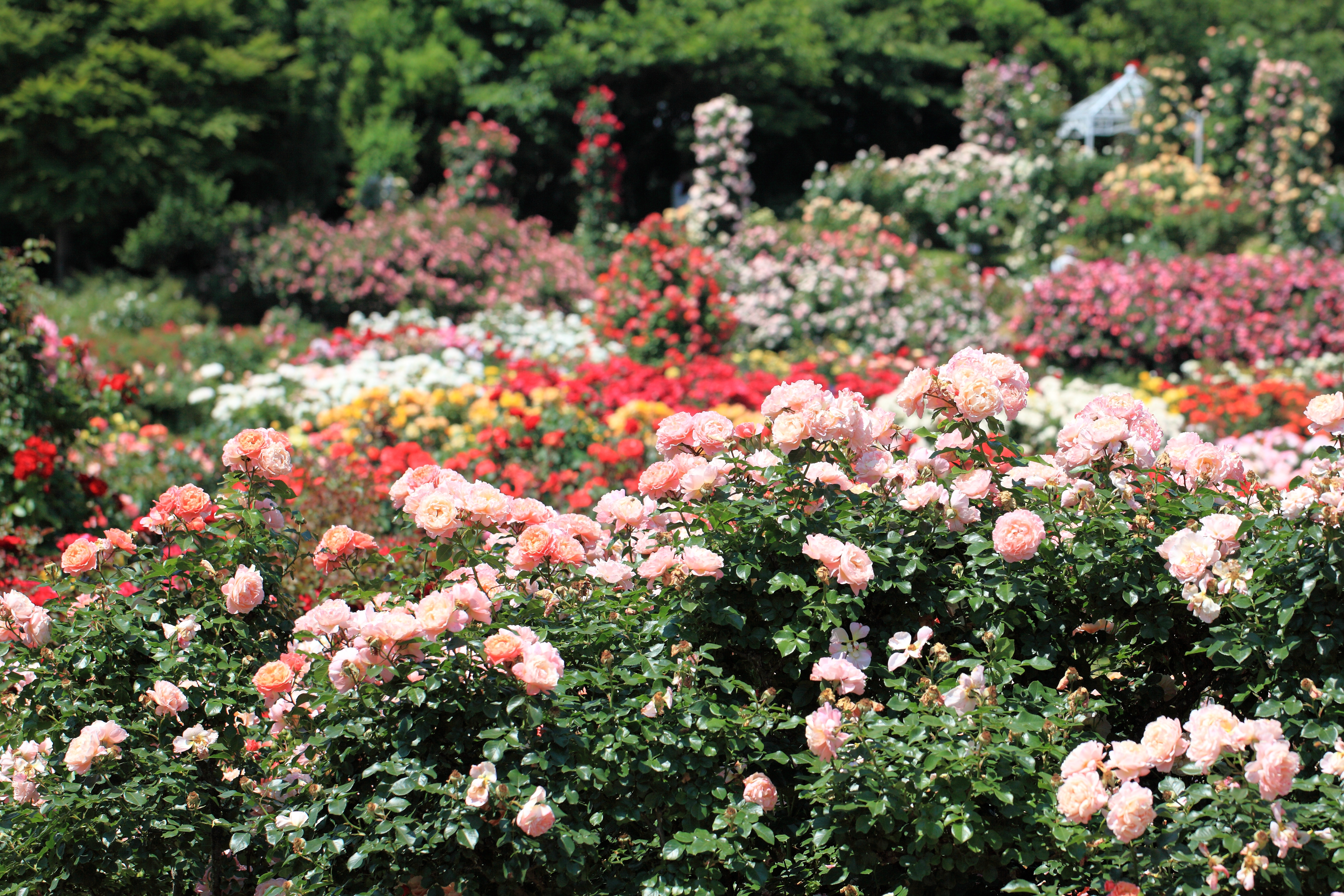
Keisei Rose Nurseries